# 大元妃
元妃大氏（げんひ だいし）は、金の廃帝海陵王の妃嬪。

## 生涯
海陵王の生母の大氏と同じく渤海の人。武将の大撻不野の娘。諸侯王時代の迪古乃（後の海陵王）の第二娘子（妾妻）となり、長男の元寿（後の崇王）を産んだ。
海陵王が即位すると、まず貴妃に封ぜられた。同年9月、恵妃に上った。貞元2年（1154年）、姝妃に進んだ。正隆2年（1157年）、元妃に進んだ。
婉順（しとやかですなお）であったという。海陵王が処女と交わる際、命じられて手助けもした。元妃の妹の大蒲速盌は、元妃に会おうと皇宮を訪ねたところ、海陵王に暴行された。大蒲速盌は姉に二度と会わなかった。
元妃のほかの妹の一人は、世宗の柔妃であった。

## 子女
- 崇王 完顔元寿（? - 1151年）

## 伝記資料
- 『金史』